# Shaun Greenhalgh
Shaun Greenhalgh (né en 1961) est un faussaire britannique spécialisé dans l'art. 

## Parcours
Pendant plus de dix-sept ans, entre 1989 et 2006, il produit un grand nombre de faux. En équipe avec son frère et ses parents, qui assuraient la partie commerciale de l'opération, il réussit à vendre ses faux à des musées, des maisons de vente aux enchères, et des acheteurs privés dans le monde entier, et il a obtenu près d'un million de livres sterling.
Shaun appartient à un gang, la famille Greenhalgh, décrite par Scotland Yard comme « peut-être l'équipe de faussaires la plus diversifiée au monde ». Cependant, quand ils tentent de vendre trois  bas-reliefs assyriens de la même provenance, ils éveillent alors les soupçons de la police. Appréhendé, Shaun Greenhalgh est condamné à quatre ans et huit mois de prison en novembre 2007.

## Exposition
Le Victoria and Albert Museum à Londres, a exposé les productions de Greenhalgh du 23 janvier au 7 février 2010.